# Hālol
Hālol är en ort i Indien.   Den ligger i distriktet Pānch Mahāls och delstaten Gujarat, i den centrala delen av landet, 800 km sydväst om huvudstaden New Delhi. Hālol ligger 109 meter över havet och antalet invånare är 45 741.
Terrängen runt Hālol är huvudsakligen platt, men åt sydost är den kuperad. Runt Hālol är det tätbefolkat, med 397 invånare per kvadratkilometer. Hālol är det största samhället i trakten. Trakten runt Hālol består till största delen av jordbruksmark.